# Harry Potter y el misterio del príncipe (videojuego)
Harry Potter y el misterio del príncipe (título original en inglés: Harry Potter and the Half-Blood Prince) es un videojuego de acción-aventura y de disparos en tercera persona desarrollado por EA Bright Light Studio y distribuido por Electronic Arts. Es la versión en videojuego del libro y película del mismo nombre.
El juego fue lanzado el 30 de junio de 2009 en Norteamérica y el 2 de julio del mismo año en Europa para PSP, PlayStation 2, PlayStation 3, Nintendo DS, Xbox 360, Wii y Microsoft Windows. Este juego fue el último de la saga de Harry Potter en ser lanzado para PlayStation 2 y PSP.

## Jugabilidad
Harry Potter y el misterio del príncipe cuenta al igual que con el juego anterior con la exploración total de Hogwarts, y se obtienen recompensas al encontrar emblemas de Hogwarts, que pueden encontrarse en cualquier parte del colegio, aunque más de la mitad de los emblemas totales son inaccesibles hasta tener el hechizo adecuado para que lleguen hacia Harry. También pueden aparecer mini-emblemas en los objetos que brillan con mucha intensidad que al final, juntando muchos mini-emblemas pueden construir emblemas.
También se pueden jugar otros minijuegos como hacer pociones en las clases del profesor Slughorn, jugar partidos de Quidditch en Hogwarts contras las diferentes casas, y Dumbledore reabre un club de duelo, donde Harry puede participar diversas oleadas para convertirse en campeón de duelo.
- Datos: Q862524